# Velika nagrada Monaka 1950
Velika nagrada Monaka 1950 je bila druga dirka Svetovnega prvenstva Formule 1 v sezoni 1950. Odvijala se je 21. maja 1950.

## Prijavljeni
| Št | Dirkač                | Moštvo                        | Konstruktor   | Šasija                  | Motor          | Gume |
| -- | --------------------- | ----------------------------- | ------------- | ----------------------- | -------------- | ---- |
| 2  | José Froilán González | Scuderia Achille Varzi        | Maserati      | Maserati 4CLT-48        | Maserati L4s   | P    |
| 4  | Alfredo Pian          | Scuderia Achille Varzi        | Maserati      | Maserati 4CLT-48        | Maserati L4s   | P    |
| 6  | Johnny Claes          | Ecurie Belge                  | Talbot-Lago   | Talbot-Lago T26C        | Talbot L6      | D    |
| 8  | Harry Schell          | Horschell Racing Corporation  | Cooper        | Cooper T12              | JAP V 12       | D    |
| 10 | Robert Manzon         | Equipe Gordini                | Simca-Gordini | Simca Gordini T15       | Gordini L4s    | E    |
| 12 | Maurice Trintignant   | Equipe Gordini                | Simca-Gordini | Simca Gordini T15       | Gordini L4s    | E    |
| 14 | Philippe Étancelin    | Privatnik                     | Talbot-Lago   | Talbot-Lago T26C        | Talbot L6      | D    |
| 16 | Louis Rosier          | Ecurie Rosier                 | Talbot-Lago   | Talbot-Lago T26C        | Talbot L6      | D    |
| 18 | Charles Pozzi         | Ecurie Rosier                 | Talbot-Lago   | Talbot-Lago T26C        | Talbot L6      | D    |
| 20 | Yves Giraud Cabantous | Automobiles Talbot-Darracq SA | Talbot-Lago   | Talbot-Lago T26C        | Talbot L6      | D    |
| 22 | Pierre Levegh         | Privatnik                     | Talbot-Lago   | Talbot-Lago T26C        | Talbot L6      | D    |
| 24 | Cuth Harrison         | Privatnik                     | ERA           | ERA B                   | ERA L6s        | D    |
| 26 | Bob Gerard            | Privatnik                     | ERA           | ERA B                   | ERA L6s        | D    |
| 28 | Peter Whitehead       | Privatnik                     | Ferrari       | Ferrari 125             | Ferrari V12s   | D    |
| 32 | Nino Farina           | SA Alfa Romeo                 | Alfa Romeo    | Alfa Romeo 158          | Alfa Romeo L8s | P    |
| 34 | Juan Manuel Fangio    | SA Alfa Romeo                 | Alfa Romeo    | Alfa Romeo 158          | Alfa Romeo L8s | P    |
| 36 | Luigi Fagioli         | SA Alfa Romeo                 | Alfa Romeo    | Alfa Romeo 158          | Alfa Romeo L8s | P    |
| 38 | Luigi Villoresi       | Scuderia Ferrari              | Ferrari       | Ferrari 125             | Ferrari V12s   | P    |
| 40 | Alberto Ascari        | Scuderia Ferrari              | Ferrari       | Ferrari 125             | Ferrari V12s   | P    |
| 42 | Raymond Sommer        | Scuderia Ferrari              | Ferrari       | Ferrari 125             | Ferrari V12s   | P    |
| 44 | Franco Rol            | Officine Alfieri Maserati     | Maserati      | Maserati 4CLT-48        | Maserati L4s   | P    |
| 46 | Clemente Biondetti    | Scuderia Milano               | Maserati      | Maserati Milano 4CLT-50 | Maserati L4s   | P    |
| 48 | Louis Chiron          | Officine Alfieri Maserati     | Maserati      | Maserati 4CLT-48        | Maserati L4s   | P    |
| 50 | Princ Bira            | Enrico Platé                  | Maserati      | Maserati 4CLT-48        | Maserati L4s   | P    |
| 52 | Toulo de Graffenried  | Enrico Platé                  | Maserati      | Maserati 4CLT-48        | Maserati L4s   | P    |

## Rezultati

### Kvalifikacije
| Poz | Št | Dirkač                | Konstruktor        | Čas       | Zaostanek |
| --- | -- | --------------------- | ------------------ | --------- | --------- |
| 1   | 34 | Juan Manuel Fangio    | Alfa Romeo         | 1:50,2    | -         |
| 2   | 32 | Nino Farina           | Alfa Romeo         | 1:52,8    | + 2,006   |
| 3   | 2  | José Froilán González | Maserati           | 1:53,7    | + 3,005   |
| 4   | 14 | Philippe Étancelin    | Talbot-Lago-Talbot | 1:54,1    | + 3,999   |
| 5   | 36 | Luigi Fagioli         | Alfa Romeo         | 1:54,2    | + 4,000   |
| 6   | 38 | Luigi Villoresi       | Ferrari            | 1:52,3    | + 2,001   |
| 7   | 40 | Alberto Ascari        | Ferrari            | 1:53,8    | + 3,006   |
| 8   | 48 | Louis Chiron          | Maserati           | 1:56,3    | + 6,001   |
| 9   | 42 | Raymond Sommer        | Ferrari            | 1:56,6    | + 6,004   |
| 10  | 16 | Louis Rosier          | Talbot-Lago-Talbot | 1:57,7    | + 7,005   |
| 11  | 10 | Robert Manzon         | Simca-Gordini      | 2:00,4    | + 10,002  |
| 12  | 52 | Toulo de Graffenried  | Maserati           | 2:00,7    | + 10,005  |
| 13  | 12 | Maurice Trintignant   | Simca-Gordini      | 2:01,4    | + 11,002  |
| 14  | 24 | Cuth Harrison         | ERA                | 2:01,6    | + 11,004  |
| 15  | 50 | Princ Bira            | Maserati           | 2:02,2    | + 12,000  |
| 16  | 26 | Bob Gerard            | ERA                | 2:03,4    | + 13,002  |
| 17  | 44 | Franco Rol            | Maserati           | 2:04,5    | + 14,003  |
| 18  | 4  | Alfredo Piàn          | Maserati           | brez časa | -         |
| 19  | 6  | Johnny Claes          | Talbot-Lago-Talbot | 2:12,0    | + 21,998  |
| 20  | 8  | Harry Schell          | Cooper-JAP         | brez časa | -         |
| 21  | 28 | Peter Whitehead       | Ferrari            | brez časa | -         |

### Dirka
| Poz | Št | Dirkač                | Konstruktor        | Krogi | Čas/Odstop    | Št. m. | Toč |
| --- | -- | --------------------- | ------------------ | ----- | ------------- | ------ | --- |
| 1   | 34 | Juan Manuel Fangio    | Alfa Romeo         | 100   | 3:13:18,7     | 1      | 9   |
| 2   | 40 | Alberto Ascari        | Ferrari            | 99    | +1 krog       | 7      | 6   |
| 3   | 48 | Louis Chiron          | Maserati           | 98    | +2 kroga      | 8      | 4   |
| 4   | 42 | Raymond Sommer        | Ferrari            | 97    | +3 krogi      | 9      | 3   |
| 5   | 50 | Princ Bira            | Maserati           | 95    | +5 krogov     | 15     | 2   |
| 6   | 26 | Bob Gerard            | ERA                | 94    | +6 krogov     | 16     |     |
| 7   | 6  | Johnny Claes          | Talbot-Lago-Talbot | 94    | +6 krogov     | 19     |     |
| Ods | 38 | Luigi Villoresi       | Ferrari            | 63    | Zadnja os     | 6      |     |
| Ods | 14 | Philippe Étancelin    | Talbot-Lago-Talbot | 38    | Puščanje olja | 4      |     |
| Ods | 2  | José Froilán González | Maserati           | 1     | Trčenje       | 3      |     |
| Ods | 32 | Nino Farina           | Alfa Romeo         | 0     | Trčenje       | 2      |     |
| Ods | 36 | Luigi Fagioli         | Alfa Romeo         | 0     | Trčenje       | 5      |     |
| Ods | 16 | Louis Rosier          | Talbot-Lago-Talbot | 0     | Trčenje       | 10     |     |
| Ods | 10 | Robert Manzon         | Simca-Gordini      | 0     | Trčenje       | 11     |     |
| Ods | 52 | Toulo de Graffenried  | Maserati           | 0     | Trčenje       | 12     |     |
| Ods | 12 | Maurice Trintignant   | Simca-Gordini      | 0     | Trčenje       | 13     |     |
| Ods | 24 | Cuth Harrison         | ERA                | 0     | Trčenje       | 14     |     |
| Ods | 44 | Franco Rol            | Maserati           | 0     | Trčenje       | 17     |     |
| Ods | 8  | Harry Schell          | Cooper-JAP         | 0     | Trčenje       | 20     |     |
| DNS | 28 | Peter Whitehead       | Ferrari            |       | Motor         | 21     |     |
| DNS | 4  | Alfredo Piàn          | Maserati           |       | Trčenje       | 18     |     |